# Umberto Romanini
Umberto Romanini (Verona, 20 agosto 1915 – ...) è stato un calciatore italiano, di ruolo centrocampista.

## Carriera
Conta 102 presenze e 21 gol in Serie B con Pistoiese, Verona, Reggiana e Brescia.